# Lebap welaýaty
Lebap welaýaty (früher russisch Чарджоуская область Tschardschouskaja oblast) ist eine der fünf Provinzen Turkmenistans.
Die Provinz liegt im Osten des Landes und grenzt im Osten an Usbekistan und im Südosten an Afghanistan. Sie wird vom Fluss Amudarja durchflossen, von welchem im Süden der Karakumkanal abzweigt, Teile der Provinz werden von der Karakum-Wüste eingenommen.
Die Fläche beträgt 93.730 km², die Einwohnerzahl (2005) rund 1.334.500, somit ergibt sich eine Bevölkerungsdichte von rund 14 Einwohnern/km².
Die Hauptstadt der Provinz ist Türkmenabat (früher Tschardschou bzw. Çärjew), andere größere Städte sind Magdanly (früher Gowurdak), Kerki und Gazojak.
Die Wirtschaft des Welayats wird von großen Vorkommen an Bodenschätzen sowie reichen Land- und Wasserressourcen bestimmt. Die führende Rolle kommt dem Öl- und Energiesektor zu, auf den etwa 35 % der Industrieproduktion in der Region entfallen. Die landwirtschaftliche Produktion in Lebap ist stark von der Bewässerung durch den Amu Darya abhängig. Die Felder werden anderthalb bis zwei Meter über den Auen des Flusses angebaut, vor allem Getreide und Baumwolle.